# Merionoeda uraiensis
Merionoeda uraiensis är en skalbaggsart som beskrevs av Tadao Kano 1930. Merionoeda uraiensis ingår i släktet Merionoeda och familjen långhorningar.
Artens utbredningsområde är Taiwan. Inga underarter finns listade i Catalogue of Life.